# Megachile capitata
Megachile capitata är en biart som beskrevs av Smith 1853. Megachile capitata ingår i släktet tapetserarbin, och familjen buksamlarbin. Inga underarter finns listade i Catalogue of Life.